# Nửa nhìn thấy được của Mặt Trăng

Tên của các biển chính và một số hố ở nửa nhìn thấy được của Mặt Trăng

Nửa nhìn thấy được của Mặt Trăng được quan sát trong một tháng, cho thấy hiệu ứng đu đưa.

Nửa nhìn thấy được của Mặt Trăng là nửa bán cầu Mặt Trăng vĩnh viễn quay về phía Trái Đất, trong khi phía đối diện là nửa không nhìn thấy được của Mặt Trăng. Chỉ có một mặt của Mặt Trăng có thể nhìn thấy được từ Trái Đất vì Mặt Trăng quay trên trục của nó với cùng tốc độ mà Mặt Trăng quay quanh Trái Đất, một tình huống được gọi là quay đồng bộ hoặc khóa thủy triều. Mặt trăng được chiếu sáng trực tiếp bởi Mặt trời và các điều kiện xem khác nhau theo chu kỳ gây ra các pha Mặt Trăng. Các phần chưa được chiếu sáng của Mặt Trăng đôi khi có thể được nhìn thấy mờ nhạt như là kết quả của ánh nắng Mặt Trời, đó là ánh sáng mặt trời phản chiếu trên bề mặt Trái Đất và lên Mặt trăng. Vì quỹ đạo của Mặt Trăng vừa có hình elip và nghiêng về mặt phẳng xích đạo của nó, sự đung đưa này cho phép chúng ta nhìn thấy đến 59% bề mặt Mặt Trăng từ Trái Đất (nhưng chỉ có một nửa tại bất kỳ thời điểm nào, tại bất kỳ vị trí nào).

## Định hướng

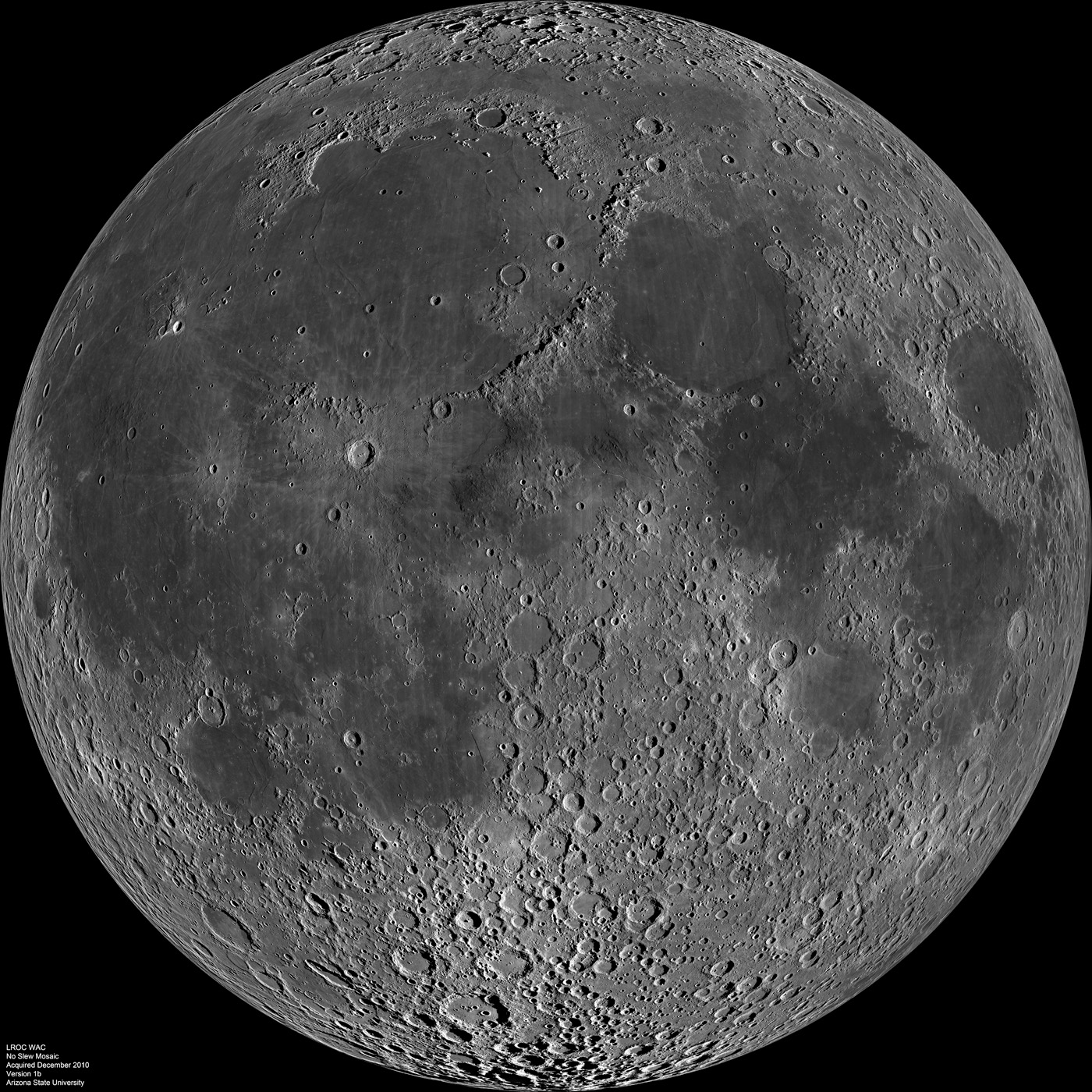
Hình ảnh chi tiết của NASA

Hình ảnh của Mặt trăng ở đây được mình như thường được hiển thị trên bản đồ, đó là với phía bắc ở phía trên và phía tây bên trái. Các nhà thiên văn thường biến bản đồ sang phía nam trên ở trên đỉnh, tương ứng với hình ảnh trong hầu hết các kính viễn vọng, do chúng cho thấy hình ảnh lộn ngược.
Tây và đông trên Mặt Trăng là nơi bạn cảm thấy, khi đứng trên Mặt Trăng. Nhưng khi chúng ta ở trên Trái Đất, thấy Mặt Trăng trên bầu trời, thì hướng đông-tây đã bị đảo ngược. Khi xác định tọa độ trên Mặt trăng, do đó nó luôn luôn được đề cập đến cho dù tọa độ địa lý (hay đúng hơn) được sử dụng hoặc tọa độ thiên văn.
Định hướng thực tế khi thấy Mặt trăng trên bầu trời hoặc trên đường chân trời phụ thuộc vào vĩ độ địa lý của người quan sát trên Trái Đất.